# كايروس فلسطين
كايروس فلسطين أو وثيقة كايروس فلسطين هي منظمة معروفة في بيت لحم في ديسمبر 2009، وعنوانها الكامل هو "لحظة حقيقة: كلمة إيمان وأمل ومحبة من قلب المعاناة الفلسطينية". وهي دعوة من عدد من المسيحيين الفلسطينيين للمسيحيين حول العالم للمساعدة في محاربة الاحتلال الإسرائيلي. النشاط الرئيسي للمجموعة هو الترويج لهذه الوثيقة.
كايروس هي كلمة يونانية تعني "اللحظة المناسبة أو الحاسمة".
صدرت الوثيقة في مؤتمر دولي عقد في مركز بيت لحم الدولي (دار الندوة). من مؤلفي الوثيقة المطران عطا الله حنا، القس متري الراهب، القس نعيم عتيق والأب جمال خضر.
المنسق والناطق الرسمي باسم مجموعة كايروس هو رفعت عودة قسيس رئيس المجلس التنفيذي الدولي للحركة الدولية للدفاع عن الأطفال والمدير العام لفرعها في فلسطين. وفي حديثه عن وثيقة كايروس فلسطين التي أشرف على صياغتها، أوضح منسق كايروس فلسطين قسيس أن إعدادها استغرق نحو عام ونصف بسبب اختلاف الآراء، وأضاف أن "أكثر من 3000 شخصية مسيحية فلسطينية وقعت عليها وتبنتها". الوثيقة متاحة باللغة العربية وعدة لغات أوروبية على الموقع الإلكتروني.

## وثيقة كايروس فلسطين
وتتضمن الوثيقة التوضيح التالي لأهدافها:
"كمسيحيين فلسطينيين، نأمل أن توفر هذه الوثيقة نقطة تحول لتركيز جهود جميع الشعوب المحبة للسلام في العالم، وخاصة أخواتنا وإخواننا المسيحيين. ونأمل أيضًا أن يتم الترحيب بها بشكل إيجابي وأن تحظى بدعم قوي. نعتقد أن التحرر من الاحتلال هو في مصلحة جميع الشعوب في المنطقة لأن المشكلة ليست سياسية فحسب، بل هي مشكلة تدمير البشر".
ويصف واضعو الوثيقة بأنها "كلمة الفلسطينيين المسيحيين للعالم عما يحدث في فلسطين". ويعربون عن رغبتهم في "رؤية مجد نعمة الله في هذه الأرض وفي معاناة شعبها"، ويضيفون أنهم بهذه الروح يدعون "المجتمع الدولي إلى الوقوف إلى جانب الشعب الفلسطيني الذي واجه القمع والتشريد والمعاناة والفصل العنصري الواضح لأكثر من ستة عقود". ويصفون الوثيقة بأنها "صرخة أمل، مصحوبة بالحب والصلاة والإيمان بالله"، ويقولون إنها موجهة "أولاً وقبل كل شيء إلى أنفسنا ثم إلى جميع الكنائس والمسيحيين في العالم، نطلب منهم الوقوف ضد الظلم والفصل العنصري، ونحثهم على العمل من أجل السلام العادل في منطقتنا، وندعوهم إلى إعادة النظر في العقائد اللاهوتية التي تبرر الجرائم المرتكبة ضد شعبنا وسلب الأرض".
وتعلن الوثيقة أن الاحتلال "خطيئة ضد الله" وأن أي لاهوت يتسامح معه لا يمكن أن يكون مسيحياً "لأن اللاهوت المسيحي الحقيقي هو لاهوت الحب والتضامن مع المظلومين، ودعوة إلى العدالة والمساواة بين الشعوب". وتدعو الوثيقة جميع الشعوب إلى الضغط على إسرائيل لوضع حد لقمعها وتجاهلها للقانون الدولي. كما تصف المقاومة اللاعنفية بأنها "واجب" على جميع الفلسطينيين، بما في ذلك المسيحيين. وتتهم الوثيقة إسرائيل بشن "حرب قاسية" على غزة في ديسمبر/كانون الأول 2008 ويناير/كانون الثاني 2009؛ وتدمير الأراضي الفلسطينية "باسم الله وباسم القوة"؛ وتفريق أفراد الأسرة، وبالتالي "جعل الحياة الأسرية مستحيلة بالنسبة لآلاف الفلسطينيين، وخاصة عندما لا يحمل أحد الزوجين بطاقة هوية إسرائيلية"؛ وتقييد الحريات الدينية للمسيحيين والمسلمين؛ وعدم مراعاة اللاجئين والسجناء؛ مع تحويل "القدس مدينة المصالحة" إلى "مدينة للتمييز والإقصاء، ومصدر للنضال وليس للسلام"؛ ومع "ازدراء القانون الدولي والقرارات الدولية".
وتزعم الوثيقة أن إنهاء الاحتلال شرط أساسي لإنهاء المقاومة الفلسطينية، وليس العكس: "إذا لم يكن هناك احتلال، فلن تكون هناك مقاومة، ولا خوف، ولا انعدام أمن". وإذا أنهى الإسرائيليون الاحتلال، "فسيشاهدون عالماً جديداً لا خوف فيه، ولا تهديد، بل أمن وعدالة وسلام". وترفض الوثيقة أيضاً الحجج التوراتية التي تؤيد الصهيونية باعتبارها تحريفاً لـ "حب الله وعنايته بحياة كل من الشعوب والأفراد". وتصف الوثيقة "ارتباط الفلسطينيين بهذه الأرض ... بأنه حق طبيعي"، وليس مجرد "مسألة أيديولوجية أو لاهوتية" بل "مسألة حياة أو موت". وتصف الوثيقة "الاحتلال الإسرائيلي للأرض الفلسطينية" بأنه "خطيئة ضد الله والإنسانية" و"تشوه صورة الله". ويؤكد أن "أي لاهوت يبدو أنه مبني على الكتاب المقدس أو الإيمان أو التاريخ، ويشرعن الاحتلال، هو بعيد كل البعد عن التعاليم المسيحية، لأنه يدعو إلى العنف والحرب المقدسة باسم الله تعالى، ويخضع الله لمصالح إنسانية مؤقتة، ويشوه الصورة الإلهية في البشر الذين يعيشون في ظل الظلم السياسي واللاهوتي".
وتستمر الوثيقة في الإعلان عن أن "الحب هو وصية ربنا المسيح لنا" وأنها تعني "رؤية وجه الله في كل إنسان". ومع ذلك فإن هذا "لا يعني قبول الشر أو العدوان من جانبهم". بل إن الحب "يسعى إلى تصحيح الشر ووقف العدوان". وبالتالي فإن الحب المسيحي يفرض مقاومة الاحتلال الإسرائيلي لفلسطين. وبينما تدعو الوثيقة إلى "العصيان المدني" و"احترام الحياة"، فإنها "تقدر أيضًا كل أولئك الذين ضحوا بحياتهم من أجل أمتنا" وتؤكد على أهمية دفاع المواطنين عن "حياتهم وحريتهم وأرضهم". كما تؤيد حركة المقاطعة وسحب الاستثمارات وفرض العقوبات وترفض فكرة "الدولة الدينية" في الأراضي المقدسة.

## رد الفعل على الوثيقة
استُخدمت الوثيقة في العديد من الجماعات والطوائف المسيحية لتشجيع المعارضة المسيحية لإسرائيل. ولم تعتمد رسميًا من قبل مجلس الكنائس العالمي. كما أثارت انتقادات من جانب الجماعات اليهودية والمسيحية.
في عام 2010، أيد تجمع لقادة الكنائس في جنوب أفريقيا الوثيقة. وأشار تقرير عن هذا التأييد إلى أن "الدعم للفلسطينيين في الدوائر المسيحية يكتسب قوة أخلاقية وشرعية لاهوتية" ووصف ذلك بأنه "اتجاه مهم للغاية، خاصة بالنظر إلى حقيقة أن المسيحيين الصهاينة كانوا من بين الأكثر صراحة وتأثيراً في دعم دولة إسرائيل".
أصدرت الكنيسة المشيخية في الولايات المتحدة (PCUSA)، دليلاً دراسياً لأعضائها لاستخدامه أثناء دراسة الوثيقة كاملة، بالإضافة إلى تأييدها للمبادئ الأساسية لوثيقة كايروس فلسطين. وقد أعدت مجموعة مراقبة الشرق الأوسط هذا الدليل الدراسي. وفي بيان صدر في 24 يونيو/حزيران 2011، أعرب مركز سيمون فيزنثال (SWC) عن استيائه، مدعياً أن "دليل الدراسة لا يصور بدقة وثيقة كايروس فلسطين (KPD) على حقيقتها: وثيقة مراجعة للكراهية لإسرائيل وازدراء اليهود".
وصف مركز سيمون فيزنثال (SWC) وثيقة كايروس فلسطين بأنها تطرح "أجندة سياسية في ثوب لاهوتي، وتعيد كتابة التاريخ، وتتجاهل الجذور اليهودية والوجود اليهودي في الأرض المقدسة منذ آلاف السنين"، وتلقي "كل اللوم على الأحداث المأساوية". ظروف الفلسطينيين بشأن إسرائيل، ولا شيء يتعلق بأفعال الفلسطينيين الذين فجروا إسرائيليين أبرياء في المطاعم وأطلقوا الصواريخ على الحافلات المدرسية. كما انتقدت مركز سيمون فيزنثال الوثيقة لاستخدامها "اللاهوت البديل الذي ينكر شرعية اليهودية واليهود".
كما انتقدت لجنة الخدمات الاجتماعية الدليل الدراسي للكنيسة المشيخية الأمريكية لفشله في "إرشاد القراء من كلا جانبي الصراع". وبدلاً من ذلك، قال الحاخام أبراهام كوبر من لجنة الخدمات الاجتماعية إن الدليل الدراسي للكنيسة المشيخية الأمريكية "يبدو وكأنه تأييد لوثيقة كايروس من قبل قيادة الكنيسة. وحيث يقدم الدليل اقتراحات للقراءة، فإنه يختار بشكل شبه حصري من الوثائق التي طالما انتقدت باعتبارها معادية لإسرائيل".
إعد دليل آخر لوثيقة كايروس فلسطين من قبل شبكة الإرسالية الإسرائيلية/الفلسطينية (IPMN)، وهي مجموعة من الناشطين داخل الكنيسة المشيخية. استنكرت شبكة الإرسالية الإسرائيلية/الفلسطينية انتقادات مركز سيمون فيزنثال لدليل دراسة الكنيسة المشيخية، قائلة إن "تكتيكات مركز سيمون فيزنثال وقحة".
انتقد أبراهام فوكسمان، المدير الوطني لرابطة مكافحة التشهير، الحزب الشيوعي الأمريكي في 15 يوليو 2010، لتصديقه على الوثيقة، واصفًا الوثيقة بأنها "مثال رئيسي على الجهود المبذولة لتقويض شرعية إسرائيل كدولة يهودية". واتهم فوكسمان الوثيقة بوصف "الإرهاب بأنه شكل من أشكال المقاومة القانونية"، وتأييد "المقاطعة وسحب الاستثمارات ضد إسرائيل"، وإنكار "أي صلة بين العهود الكتابية والشعب اليهودي".
مالكولم لوي، زميل أول متميز في معهد جاتستون واشتكى أحد منتقدي الوثيقة من أنه في حين أن الوثيقة تتهم الإسرائيليين ضمنيًا بإضفاء الشرعية على صهيونيتهم على أسس توراتية، فإن مؤلفي الوثيقة "يعلمون". أن معظم الإسرائيليين لا يؤيدون مثل هذا اللاهوت، لكن اللاهوت السياسي لحماس "يدعو بالفعل إلى العنف والحرب المقدسة باسم الله عز وجل" (أو على أي حال باسم الله). وأشار لوي أيضًا إلى أن مجلس الكنائس العالمي (WCC) كان "منخرطًا بشكل كبير في إعداد هذه الوثيقة كجزء من برنامجه طويل المدى لتعزيز الأهداف السياسية الفلسطينية" وقال إن الوثيقة "تهدف إلى تعبئة الكنائس في جميع أنحاء العالم".في برنامج المقاطعة وسحب الاستثمارات ونزع الشرعية الموجه ضد دولة إسرائيل". واقترح لوي أيضًا أن إشارة الوثيقة إلى وثيقة جنوب إفريقيا لعام 1985 تمثل مقارنة ضمنية لإسرائيل مع نظام الفصل العنصري في جنوب إفريقيا.
أشاد رؤساء كنيسة المسيح المتحدة (UCC) والكنيسة المسيحية (تلاميذ المسيح) بوثيقة كايروس فلسطين ووصفوها بأنها "قوية" في بيان مشترك صدر في أبريل 2010 شجع أعضاء كلا الطائفتين على قراءة الوثيقة، ودعم الفلسطينيين، ودعم الفلسطينيين. مقاطعة المنتجات الإسرائيلية في الضفة الغربية. وجاء في بيان الكنيسة المشترك أن "القيادة المسيحية الفلسطينية اتخذت خطوة جريئة بإعلان هذه لحظة كايروس، وهي ليست تسمية للوقت الزمني، بل للفرصة المناسبة للقيام بعمل بالغ الأهمية، واللحظة التي يمكن أن تضيع إذا أتيحت الفرصة". لم يتم الاستيلاء عليها".
كما دعمت زمالة السلام الأسقفية الوثيقة، على الرغم من أن الكنيسة الأسقفية رفضت بشكل عام سحب الاستثمارات المناهضة لإسرائيل. وجد الأسقف الأسقفي جون برايسون شانيل أن دعوة منظمة صندوق ادخار الموظفين (EPF) لسحب الاستثمارات "معيبة وغير مفيدة بشكل خطير في هذا الوقت بالذات من التاريخ"، وأخبر خدمة الأخبار الأسقفية أن العقوبات التي طالبت بها منظمة فلسطين كايروس "ستضر بشكل أكبر بالتنمية الحيوية للاقتصاد الفلسطيني وتزيد من تفاقم المشكلة". تهميش الشعب الفلسطيني”. وفي رده على وثيقة كايروس فلسطين في 15 أبريل/نيسان 2010، انتقدها المؤتمر المركزي للحاخامات الأمريكيين (CCAR) لقولها "إن دفع إسرائيل إلى العزلة هو السبيل الوحيد الذي يمكن أن يكون هناك حل سلمي في الأرض المقدسة". وفي حين أعلنت الوثيقة إدانة طرفي الصراع الإسرائيلي الفلسطيني، فإنها تضمنت "تصريحات تؤيد جانبا بينما تشوه الجانب الآخر"، وتطبق "مقياسا أخلاقيا" على إسرائيل ومقياسا أخلاقيا آخر على الفلسطينيين، وتدعو إلى اتخاذ إجراءات ضد إسرائيل فقط. وفي إشارة إلى أن الوثيقة “تعترض باستمرار على ’الاحتلال’، دون توضيح أنها تشير حصرا إلى الأراضي التي تحتلها إسرائيل والمتنازع عليها منذ حرب الأيام الستة عام 1967”، قال الحاخامات إن الوثيقة ترفض ضمنيا “نفس الشيء”.فكرة الدولة اليهودية". بالإضافة إلى ذلك، أعرب الحاخامات عن قلقهم من أن الوثيقة، رغم إعلانها رفض العنف، أعربت عن "الاحترام" و"التقدير الكبير لأولئك الذين ضحوا بحياتهم من أجل أمتنا"، وهو ما فسروه على أنه مدح للمفجرين الانتحاريين.

### إزالة قائمة الموقعين
رداً على بلاغ عن إدراج توقيع أرملة جورج حبش على التقرير، حذفت القائمة المنشورة للموقعين من موقع الوثيقة.

### سحب التوقيع
وقد سحب رجل الدين القائم بأعماله من بين الموقعين، أسقف الكنيسة الإنجيلية اللوثرية على فلسطين والأردن، منيب يونان، توقيعه على الإعلان.

## الجدل حول البيان التمهيدي
في دراسة موسعة لوثيقة "كايروس فلسطين" والبيان التمهيدي لها، رفض مالكولم لوي الادعاء بأن الوثيقة هي عمل "زعماء مسيحيين فلسطينيين" وأنها تتمتع "بتأييد" رؤساء الكنائس في القدس. وأشار إلى أن "رئيس الكنيسة" الوحيد الذي شارك في صياغة الوثيقة كان "الأسقف اللوثري العربي منيب يونان". كما زعم لوي أن بعض رؤساء الكنائس "فوجئوا" فعليًا عندما صدرت الوثيقة، لكنهم "وضعوا تحت ضغط سياسي للالتزام بالخط الذي طرحته الوثيقة" وبالتالي "أصدروا بيانًا موجزًا خاصًا بهم" بعد أربعة أيام.
زعم لوي أن هذا النص، الذي يُعامل الآن عمومًا باعتباره بيانًا تمهيديًا رسميًا للوثيقة، لا يشكل في الواقع "تأييدًا للحملات العالمية ضد دولة إسرائيل" و"لا يحتوي على أي شيء من شأنه أن يسيء إلى الناس ذوي النوايا الحسنة في أي مكان". واقترح لوي أن البيان يمكن قراءته "كتوبيخ خفيف لمؤلفي الوثيقة: يجب على المسيحيين الفلسطينيين أن يبذلوا جهدهم الرئيسي في تعزيز مجتمعهم بدلاً من الانخراط في التحريض السياسي العالمي". وبالتالي اتهم لوي منظمة كايروس فلسطين بتضليل الجمهور عمدًا بشأن تورط رجال الدين، من خلال الجمع بين الوثيقة وبيان رؤساء الكنائس في ملف صيغة المستندات المنقولة واحد على الموقع. واشتكى لوي قائلاً: "القارئ غير الحذر لا يدرك أن البيان ليس تأييدًا، بل هو رد فعل حذر يسعى إلى تحويل طاقات المؤمنين إلى نشاط بناء داخل المجتمع بدلاً من إهدارها في مواقف سياسية عبثية".
كما لاحظ لوي أن اسم الأسقف يونان، الزعيم الكنسي الوحيد المعترف به في فريق صياغة الوثيقة، تم إزالته بصمت من قائمة المؤلفين على موقع كايروس فلسطين. ووفقًا للو، فإن يونان "طلب إزالته، حتى لا يتأثر به". ولم يكن يونان راغباً في تعريض علاقاته "بشخصيات دينية يهودية ومسؤولين إسرائيليين للخطر". وأضاف لو: "يُقال إنه يؤكد الآن لأي شخص يسأله أنه لا يتفق مع كل شيء في الوثيقة وأنه ملتزم فقط ببيان رؤساء الكنائس، حيث يظهر اسمه بالقرب من أسفل القائمة". ولاحظ لو أيضاً أن ميشيل صباح، وهو أحد الموقعين على الوثيقة، "تقاعد كبطريرك لاتيني في أوائل عام 2008، لذا فقد تحدث عن نفسه فقط وليس باسم البطريركية اللاتينية".
وأشار لو أيضاً إلى أنه في عام 2007 تم تعليق عضوية المطران عطا الله حنا رئيس أساقفة الروم الأرثوذكس بعد أن دعا علناً إلى "سحب الاعتراف الرسمي بالبطريرك اليوناني ثيوفيلوس الثالث"، مما يجعله ليس زعيماً للكنيسة بل "معارضاً للزعامة المسيحية". أما بالنسبة لبقية الموقعين على الوثيقة، فقد زعم لوي أنهم "كهنة أبرشيات ومسؤولون من المستوى الأدنى وعلمانيون"، وكان بعضهم "معروفين إلى حد ما كمحرضين منذ فترة طويلة لصالح الأهداف السياسية الفلسطينية". باختصار، لم يكن في الوثيقة "أي زعيم مسيحي حقيقي بين مؤلفيها".

## المجموعات ذات الصلة
ترتبط منظمة كايروس فلسطين ارتباطًا وثيقًا بالمبادرة المسيحية الفلسطينية، والتي تشترك معها في عضوية عدد من الأعضاء الرئيسيين. وهذا يشير إلى أن المجموعتين مرتبطتان ارتباطًا وثيقًا، إن لم تكونا متطابقتين.
رفعت قسيس، منسق منظمة كايروس فلسطين، هو أيضًا المدير العام لمنظمة الدفاع عن الأطفال الدولية – فرع فلسطين.

### كايروس الولايات المتحدة الأمريكية
ببعد عامين من إصدار وثيقة كايروس فلسطين، أصدرت مجموعة تسمى كايروس الولايات المتحدة الأمريكية "ردًا رسميًا" على الوثيقة بعنوان "دعوة إلى العمل: رد الولايات المتحدة على وثيقة كايروس فلسطين: كلمة اعتراف وإيمان من الكنائس في الولايات المتحدة". وتجادل للوثيقة ضد المساعدات الأمريكية لإسرائيل.
وفي وصفه للوثيقة الفلسطينية الأصلية "كايروس" بأنها "صرخة صادقة ورصينة ومليئة بالصلاة من أجل المساعدة في إنهاء الاحتلال الإسرائيلي المدعوم من الولايات المتحدة"، بدأ "رد" كايروس الولايات المتحدة "باعتراف بالخطيئة للفلسطينيين في دولة إسرائيل والضفة الغربية وغزة والقدس الشرقية والشتات وفي مخيمات اللاجئين في غزة والضفة الغربية ولبنان والأردن وسوريا". وقال مؤلفو "الرد" إننا "كمسيحيين أمريكيين نتحمل المسؤولية عن فشلنا في قول "كفى!" عندما تنتهك حليفة أمتنا، دولة إسرائيل، القانون الدولي". وقال مؤلفو "الرد" إن "عملية السلام" استمرت في كونها مجرد وسيلة لاستعمار الضفة الغربية والقدس الشرقية، وسجن غزة واستمرار هياكل القمع"، وأعربوا عن ندمهم على تاريخ معاداة السامية المسيحية وتعهدوا "بالعمل وحتى المعاناة من أجل السلام، بقلب مليء بالحب لكل من الإسرائيليين والفلسطينيين". ثم شرعوا في وصف إسرائيل بأنها "تتبع مسارًا عقيمًا ومفسدًا، أخلاقيًا وسياسيًا". واستنادًا إلى إنجيلي متى ولوقا، يدعو المؤلفون إلى مقاطعة إسرائيل وسحب الاستثمارات وفرض العقوبات عليها واتخاذ إجراءات مباشرة غير عنيفة ضدها.
تربط منظمة كايروس الولايات المتحدة وثيقتها بشكل مباشر بالوثيقة المناهضة للفصل العنصري "التحدي للكنيسة" التي أصدرها المسيحيون في جنوب إفريقيا في عام 1985.
تسرد المنظمة كائناتها على النحو التالي:
1. توفير موطن للمسيحيين الأمريكيين في عملهم من أجل السلام العادل في إسرائيل/فلسطين، وسد الفجوة الطائفية والعنصرية والإنجيلية.
2. دعوة للحج إلى الأراضي المقدسة التي تشهد المعاناة وتتواصل مع أولئك الذين يعملون من أجل السلام.
3. انشر "دعوة للعمل: رد مسيحي أمريكي على وثيقة كايروس فلسطين". ستكون هذه الوثيقة مصحوبة بمواد دراسية للكنائس والمدارس والمجموعات المحلية وستكون بمثابة حافز للمحادثة والتعلم والتواصل والعمل.
4. تطوير لاهوت معاصر للأرض والشعب والوعد الذي سيمكن رجال الدين والعلماء والأشخاص العاديين من متابعة المحادثة المفتوحة والدراسة والعمل الإيجابي بشكل أفضل.
5. قم بتوصيل الطوائف والطوائف ومنظمات السلام هنا في الولايات المتحدة، واربط بحركات كايروس في جميع أنحاء العالم.
6. التواصل مع التجمعات في فلسطين وإسرائيل، ومع منظمات المجتمع المدني في المنطقة التي تعمل من أجل السلام والكرامة الإنسانية.[15]

تنص الوثيقة التأسيسية لمنظمة كايروس الولايات المتحدة، "الدعوة إلى العمل: الرد الأميركي على وثيقة كايروس فلسطين"، على أن مهمة المنظمة هي "حشد الكنائس في الولايات المتحدة للاستجابة بأمانة وجرأة للوضع في إسرائيل وفلسطين". وتدعو المنظمة إلى إنهاء "الانتهاكات الإسرائيلية للقانون الدولي والدعم الأميركي لإسرائيل".
تقدم الوثيقة "اعترافاً بالخطيئة للفلسطينيين في دولة إسرائيل والضفة الغربية وغزة والقدس الشرقية والشتات وفي مخيمات اللاجئين في غزة والضفة الغربية ولبنان والأردن وسوريا"، قائلة إن المسيحيين الأميركيين "يتحملون المسؤولية عن فشلهم في قول "كفى!" عندما تنتهك حليفة أمتنا، دولة إسرائيل، القانون الدولي". كما تعترف المنظمة "بأسف عميق" بدور المسيحيين في "الاضطهاد التاريخي للشعب اليهودي"، والذي "خان تعاليم ومثال من ندعي أننا نتبعه"، وتعد بالعمل بمزيد من "الإخلاص والرحمة والعدالة" في المستقبل.
وتضيف الوثيقة أن خطايا المسيحيين الماضية ضد الفلسطينيين واليهود، تجعل منظمة كايروس الولايات المتحدة ملزمة "بالعمل وحتى المعاناة من أجل السلام، بقلب مليء بالحب لكل من الإسرائيليين والفلسطينيين". وتعترف الوثيقة بأن معارضة السياسة الإسرائيلية تعرض أعضاء منظمة كايروس الولايات المتحدة "لتهمة معاداة السامية" وتخاطر بفقدان الأصدقاء اليهود. لكنهم على استعداد، كما يقولون، لتحمل هذه المخاطرة من أجل "اتباع طريق يسوع في الحب والمغفرة باعتباره الطريق إلى العدالة والسلام".
وتستمر الوثيقة في إعلان دعم منظمة كايروس الولايات المتحدة لنشاط المقاطعة وسحب الاستثمارات وفرض العقوبات ضد إسرائيل وسحب الدعم الأمريكي لإسرائيل.
وتزعم منظمة كايروس يو إس إيه أن "العملية السياسية فشلت في إحداث التغييرات التي من شأنها أن تؤدي إلى سلام عادل ودائم في إسرائيل وفلسطين"، وأن الأمر متروك "للكنائس" لقيادة حركة السلام.
وتحث منظمة كايروس يو إس إيه "الجماعات ورجال الدين وقادة الكنائس على التثقيف بشأن حركة المقاطعة وسحب الاستثمارات وفرض العقوبات"، وتصر على أن "حركة المقاطعة وسحب الاستثمارات وفرض العقوبات موجهة ضد السياسة الإسرائيلية، وليس ضد الدولة نفسها أو مواطنيها، وبالتأكيد ليست ضد الشعب اليهودي". بل إنها "تتعلق بتعزيز قيمنا والتزاماتنا المعلنة بعدم التعاون مع الشر".
ففي يناير 2016، ونتيجة لحملة شنتها مجموعة "رد فعل كايروس" التابعة للكنيسة الميثودية المتحدة، أعلنت الكنيسة أنها باعت حصصها في جميع البنوك الإسرائيلية بالإضافة إلى شركة عقارات إسرائيلية. وتوجد إسرائيل والأراضي الفلسطينية على قائمة الكنيسة الميثودية المتحدة التي تضم أربعة عشر دولة، بما في ذلك إريتريا والصومال وسوريا، التي تعتقد أنها تنتهك حقوق الإنسان باستمرار.

### نداء بيت لحم
في يناير/كانون الثاني 2012، تم تقديم نص بعنوان "دعوة بيت لحم" باعتباره "تحديثًا" لوثيقة "كايروس فلسطين". وقد تم نشر هذا النص على موقع مجلس الكنائس العالمي، حيث عرّف إسرائيل بأنها "نظام غير شرعي"، ودعا إلى "حملات مقاطعة دولية وسحب استثمارات وفرض عقوبات" ضد الدولة اليهودية، وعرّف الكنائس المؤيدة لإسرائيل بأنها "متواطئة في جرائم ضد الإنسانية"، ورفض الصهيونية المسيحية باعتبارها "جريمة وخطيئة تتحدى جوهر الإنجيل".

### تعال وشاهد
وفي إطار برنامج "تعال وانظر"، الذي يتم تنفيذه بالتعاون مع مجموعات السياحة ومجلس الكنائس العالمي، تعمل منظمة كايروس فلسطين على الترويج لما تسميه "سياحة العدالة"، وتشجع "الحجاج المسيحيين على عيش إيمانهم أثناء زيارتهم للأرض المقدسة، والذهاب إلى ما هو أبعد من تكريم المواقع القديمة لإظهار الاهتمام بالشعب الفلسطيني الذي يعيش هناك والذي تعاني حياته بشدة بسبب الاحتلال الإسرائيلي لأراضيه". ويتم دعوة هؤلاء الحجاج إلى القيام "برحلة الحقيقة والتحول التي ستكشف لك عن محبة الله من خلال عيون الشعب الفلسطيني الذي، على الرغم من معاناته لعقود من الاحتلال والتشريد - يحافظ على كرامته وإيمانه وقدرته على الأمل".
قال رفعت قسيس، في مقال له في يناير/كانون الثاني 2012، إن منظمة كايروس فلسطين تسعى إلى "إنهاء السياحة غير العادلة إلى الأرض المقدسة"، ووصفها بأنها "احتكرتها إسرائيل وخطابها الديني والثقافي المهيمن تاريخياً... بطريقة تجعل السياحة نفسها أداة سياسية إقصائية".

## المؤتمرات
لقد ركزت فعالية المنتدى الاجتماعي العالمي 2012 - فلسطين الحرة، التي عقدت في بورتو أليجري بالبرازيل في نوفمبر وديسمبر من ذلك العام، بشكل كبير على وثيقة كايروس فلسطين. وكان قسيس حاضراً في الفعالية، كما قدمت كايروس فلسطين عدة عروض تقديمية. كما أصدر علماء مسلمون من جنوب أفريقيا وثيقة رد بعنوان "رد إسلامي على كايروس فلسطين". وجاء في النص الإسلامي، من بين أمور أخرى: "نحن نرفض فكرة أن الله المتعالي الأبدي والقدير يشبه زعيم قبيلة أو سمسار عقارات غير أمين يوزع الأرض على مفضليه، ونحن نرفض فكرة إساءة استخدام نصوصنا المقدسة كما لو كانت سندات ملكية".
وصفت منظمة خدمة السلام النسائية الدولية (IWPS)، التي شاركت أيضاً في المنتدى الاجتماعي العالمي- فلسطين الحرة، كايروس فلسطين بأنها "حركة تعالج الظلم الذي يفرضه الاحتلال من منظور لاهوتي". وبمقارنة كايروس فلسطين بـ "لاهوت التحرير، الذي ولد في أحلك ليلة من الظلم والقمع في أمريكا اللاتينية"، وصفت منظمة المرأة والسلام العالمي المجموعة بأنها تؤكد على "الدعوة التوراتية إلى العدالة لإدانة الظلم الصهيوني".
مثل المؤسس المشارك لحركة العودة مازن قمصية كايروس فلسطين في مؤتمر في كيب تاون بجنوب إفريقيا نظمته منظمة أويكوتري، وهي مجموعة مسكونية مرتبطة بمجلس الكنائس العالمي. أثناء وجوده في كيب تاون، ألقى قمصية عظة في كاتدرائية القديس جورج في 11 مارس 2013.

## نشاطات أخرى
في عام 2012، اتهم رفعت قسيس الإسرائيليين اليمينيين بمهاجمة الأماكن المقدسة المسيحية. وقال قسيس: "اليوم، يهاجمون الأماكن المقدسة في الليل. وغدًا، سيهاجمون الأماكن المقدسة بينما تمتلئ بالناس، ثم ينتهي الأمر بقصف الكنائس والمساجد بينما يصلي الناس".
انتقد رفعت قسيس الجيش الإسرائيلي في فبراير 2013 لتسليط الضوء على الخدمة العسكرية لضابط مسيحي في الجيش الإسرائيلي. وتحدث قسيس ضد تجنيد المسيحيين في الجيش الإسرائيلي وحث المسيحيين في إسرائيل على عدم السماح للجيش الإسرائيلي "باستخدامهم كأدوات لانتهاك حقوق الشعب الفلسطيني".
نددت منظمة كايروس فلسطين علنًا بالسفير الإسرائيلي لدى الولايات المتحدة مايكل أورين بعد أن كتب مقال رأي في صحيفة وول ستريت جورنال نُشر في 9 مارس 2012، مما يعني أن المسلمين الفلسطينيين هم المسؤولون عن الكثير من معاناة المسيحيين الفلسطينيين. ووصفت المجموعة مقال الرأي بأنه "نص غير دقيق ومتلاعب"، وأصرت على أن معاناة المسيحيين الفلسطينيين "ناجمة بشكل أساسي عن الاحتلال الذي يهين جميع الفلسطينيين بشكل منهجي، ويقيد حركتنا، ويصادر أرضنا، ويدمر اقتصادنا، وينتهك حقوقنا". كما أصرت المجموعة على أن المسيحيين الفلسطينيين "يرفضون أن يتم تحريضهم ضد جيراننا وأصدقائنا المسلمين الفلسطينيين" و"يرفضون السماح باستغلال قمعنا الجماعي بطريقة تفرقنا، أو تحجبنا، أو تخفي السبب الحقيقي للقمع".
قال رفعت قسيس، في مقال نشر في يناير/كانون الثاني 2012، إن منظمة كايروس فلسطين "في طور صياغة حركة كايروس وطنية، تتألف من الشباب؛ والبالغين، من الرجال والنساء؛ والمنظمات المسكونية والمجتمعية؛ ورجال الدين". كما كانت المجموعة "تؤسس حركة دولية تحت مسمى "كايروس من أجل العدالة العالمية" في أعقاب مؤتمر عقد في بيت لحم حيث قرر "60 ممثلاً من أكثر من 15 دولة" "حشد الكنائس والمنظمات المسيحية" في مختلف أنحاء العالم للعمل "من أجل سلام عادل في المنطقة".
وصفت مقالة نشرت في أبريل/نيسان 2013 في صحيفة الانتفاضة الإلكترونية شركة صودا ستريم في الضفة الغربية بأنها "تتطلع إلى عمالها الفلسطينيين طلباً للمساعدة في تنظيف صورتها المشوهة"، وذلك جزئياً من خلال مقطع فيديو على موقع يوتيوب "يقدم مصنع صودا ستريم في المستوطنات على أنه جزيرة سعيدة في الضفة الغربية المحتلة". ونقلت صحيفة الانتفاضة الإلكترونية عن منظمة كايروس فلسطين وصفها للفيديو بأنه "ساخر في أفضل الأحوال" و"في أسوأ الأحوال مضلل بشكل إجرامي"، ووصفت "تركيز الفيديو على الفوائد الاقتصادية التي تقدمها صودا ستريم لعمالها. بأنه سخيف ومسيء: ما يحتاجه الفلسطينيون هو الحرية، وليس القمع الأكثر فخامة". "لا يهم إن كان قفصنا مصنوعًا من الحديد أو الذهب: فهو قفص".

## روابط خارجية
- كايروس فلسطين
- كايروس الولايات المتحدة الأمريكية
- بوابة فلسطين